# 손기련
손기련(1995년 3월 22일 ~ ) 은 대한민국의 축구 선수이다. 포지션은 수비수이다.

## 클럽 경력
손기련은 2017시즌을 앞두고 안산 그리너스에 입단하면서 커리어를 시작했다.
2018시즌을 앞두고 내셔널리그의 창원시청 축구단으로 임대 이적했다. 창원에서 손기련은 16경기에 출전해 1도움을 기록했다. 2018년 5월 16일에 열린 경주 한국수력원자력과의 경기에서는 골키퍼로 선발 출전했으며 1실점만을 기록하며 팀의 1-1 무승부를 만들어냈다. 2019시즌에도 창원에 남았으며 2019년 4월 5일에 열린 목포시청 축구단과의 경기에서 창원 입단 이후 첫 골을 기록했다.
2021시즌을 앞두고 K4리그의 FC 남동에 입단했다.